# Mimosa lupinoides
Mimosa lupinoides är en ärtväxtart som beskrevs av Robert Hippolyte Chodat och Emil Hassler. Mimosa lupinoides ingår i släktet mimosor, och familjen ärtväxter. Inga underarter finns listade i Catalogue of Life.